# Liomys salvini
Liomys salvini är en däggdjursart som först beskrevs av Thomas 1893.  Liomys salvini ingår i släktet Liomys och familjen påsmöss. IUCN kategoriserar arten globalt som livskraftig. Inga underarter finns listade i Catalogue of Life. Wilson & Reeder (2005) skiljer mellan tre underarter. Artepitet i det vetenskapliga namnet hedrar Osbert Salvin som hittade holotypen.
Arten är jämförd med andra släktmedlemmar liten och den har en kortare svans. Den når en absolut längd av 185 till 235 mm, inklusive en 81 till 110 mm lång svans. Bakfötterna är 25 till 30 mm långa. Allmänt är hannar större än honor och några individer i södra delen av utbredningsområdet kan vara större än den angivna kroppslängden. Ovansidan är täckt av mjuk päls med flera taggar inblandade. Den kan vara gråbrun till brun. På undersidan förekommer mjuk vitaktig päls. Ungar är mera gråaktig än vuxna exemplar. Liomys salvini har i varje käkhalva en framtand, ingen hörntand, en premolar och tre molarer.
Denna gnagare förekommer i Centralamerika från södra Mexiko till Costa Rica. Arten vistas i låglandet och i bergstrakter upp till 1500 meter över havet. Habitatet utgörs av lövfällande skogar, av buskskogar och av angränsande öppna områden.
Individerna lever i underjordiska bon som har flera ingångar. Liomys salvini äter främst frön, till exempel av trädet Cochlospermum vitifolium. Dessutom ingår några insekter i födan. Födan transporteras i kindpåsarna till boet. Varje individ lever ensam men reviren kan överlappa varandra. I Costa Rica sker fortplantningen mellan januari och juni. Honan kan ha två kullar under tiden och föder i genomsnitt 3,8 ungar per kull. De flesta individer dör under första levandsåret.